# José Giral
José Giral (ur. 22 października 1879 w Santiago de Cuba, zm. 23 grudnia 1962) – hiszpański polityk w okresie hiszpańskiej wojny domowej.
Studiował chemię oraz farmaceutykę na Uniwersytecie Madryckim. W 1905 roku został profesorem chemii na Uniwersytecie w Salamance.
Podczas dyktatury Miguela Primo de Rivery był trzykrotnie aresztowany. Po upadku dyktatury de Rivery i nastaniu Drugiej Republiki został mianowany na funkcję dyrektora uniwersytetu madryckiego, a w latach 1931-1933 pełnił funkcję ministra marynarki.
W 1936 roku, po rozpoczęciu rewolty wojskowej, prezydent republiki Manuel Azaña mianował Girala na funkcję premiera kraju. Obowiązki premiera Giral pełnił pomiędzy 19 lipca a 4 września 1936 roku. Po zdobyciu miasta Talavera de la Reina przez nacjonalistów, ustąpił ze stanowiska a tekę premiera przejął Francisco Largo Caballero.
Po wojnie Giral udał się na emigrację do Francji, a następnie do Meksyku gdzie zmarł w 1962 roku w wieku 83 lat.
Sygnatariusz apelu sztokholmskiego w 1950 roku.